# Venus de Itálica
La Venus de Itálica fue esculpida en la que fue la primera ciudad romana en Hispania: Itálica, situada en el actual término municipal de Santiponce (provincia de Sevilla), en Andalucía (España), que fue fundada en el año 206 a. C.

## Historia y hallazgo
La Venus de Itálica es una escultura tallada en el siglo II d. C., coincidiendo con el mandato de Adriano, emperador del Imperio romano (117-138), y que sigue el modelo artístico de la "Afrodita Anadiomena" en la que la diosa se muestra cuando nace de las aguas; fue hallada en la localidad de Santiponce por una familia, semienterrada en su propia casa, en el año 1940. Como anécdota cabe comentar que durante muchos años solamente se encontraba al descubierto un hombro y la familia lo utilizaba para cascar nueces ignorando lo que se ocultaba a pocos centímetros.

## Características técnicas
- Estilo: helenístico
- Altura: 2,11 metros.
- Porta una hoja de colocasia en la mano derecha.

## Conservación
La Venus de Itálica se expone en el Museo Arqueológico de Sevilla, en Andalucía.